# Нагорный, Марк Иванович
Марк Иванович Нагорный — советский учёный, агроном-селекционер, лауреат Сталинской премии (1946).

## Биография
В 1930-е гг. директор Носовской опытной станции (Черниговская область).
С 1937 по 1944 и с 1946 по 1950 г. директор Нарымской государственной селекционной станции.

## Награды и звания
- Сталинская премия 2 степени (1946, в составе авторского коллектива: Нагорный, Марк Иванович, директор, Немлиенко, Владимир Куприянович, Карпович, Иван Власович, Литвинчук, Кузьма Афанасьевич, н. с.) — за выведение новых сортов зерновых и овощных культур и за научную разработку системы земледелия в условиях Северной таёжной зоны Сибири.[1]
- Медаль «За доблестный труд в Великой Отечественной войне 1941-1945 гг.» (1946);
- Малая серебряная медаль ВСХВ (1940)[2].